# Hebian, Chongqing
Hebian (kinesiska: 河边) är en köping i sydvästra Kina. Den ligger i stadsdistriktet Bishan i storstadsområdet Chongqing, omkring 38 kilometer väster om det centrala stadsdistriktet Yuzhong. Antalet invånare är 20 037. Befolkningen består av 9 612 kvinnor och 10 425 män. Barn under 15 år utgör 14,0 %, vuxna 15-64 år 69 %, och äldre över 65 år 15,0 %.